# Concílio de Latrão (769)

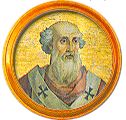
Papa Estêvão III, que convocou o Concílio Lateranense de 769 (retrato fictício em São Paulo Fora dos Muros, c. 1850)

O Concílio de Latrão de 769 foi um sínodo realizado na Basílica de São João de Latrão para retificar supostos abusos no processo eleitoral papal que levaram à elevação dos antipapas Constantino II e Filipe. Também condenou as decisões do Concílio de Hieria. É talvez o concílio romano mais importante realizado durante o século VIII.

## Antecedentes
A morte do Papa Paulo I, em 28 de junho de 767, levou à eleição não canônica de dois antipapas. Constantino II era um leigo que foi elevado à Sé Papal por seu irmão Toto de Nepi e um grupo de nobres toscanos. Ele teve a oposição de outro antipapa, Filipe, que foi instalado por um enviado do rei dos lombardos, Desidério, e reinou apenas por um dia, 31 de julho de 768. Com a eleição do Papa Estêvão III em 1 agosto de 768, e a remoção forçada dos antipapas, Estêvão III enviou um pedido a Pepino, o Breve, pedindo bispos bem versados nas Escrituras e no direito canônico para ajudar em um sínodo que buscaria evitar qualquer repetição dos eventos que levaram à elevação dos antipapas. Quando os enviados chegaram a Francia, Pepino estava morto. No entanto, eles apelaram para seus filhos Carlos Magno e Carlomano, que concordaram em enviar 12 bispos a Roma. Na época, Roma fazia parte do Império Bizantino.

## Reuniões do Conselho
Em 12 de abril de 769, o Papa abriu o sínodo na Basílica de Latrão. Estiveram presentes cerca de 52 bispos (ou representantes dos bispos), incluindo alguns da Toscana e da Campânia, bem como um grande número de padres, diáconos e leigos. O Conselho reuniu-se em quatro sessões, distribuídas por quatro dias, até 15 de abril. As primeiras sessões do Concílio, com duração de dois dias, foram dedicadas a passar em revista as atividades do antipapa Constantino II, nas quais Guilherme de Sens teve um papel preponderante.
Constantino foi levado perante o sínodo e foi questionado sobre como ele justificava sua própria adesão como leigo à Sé Apostólica. Constantino respondeu que havia sido forçado a assumir o cargo, pois o povo romano estava procurando alguém para resolver os problemas deixados pelo Papa Paulo I. então confessou as acusações e se entregou à misericórdia de o sínodo. No dia seguinte, entretanto, ele retirou sua confissão, argumentando que suas ações não foram diferentes de outras eleições papais no passado. Ele apontou para duas eleições episcopais, as de Sérgio, arcebispo de Ravena, e Estêvão, bispo de Nápoles, onde os candidatos aprovados eram leigos. Enfurecido com seus argumentos, o Sínodo ordenou que Constantino fosse espancado e excomungado da Igreja. Os atos e decisões de Constantino foram então queimados publicamente perante todo o sínodo, quando o Papa Estêvão III, os bispos, ao lado dos leigos romanos presentes, todos se prostraram, cantando o Kyrie eleison e declarando que pecaram ao receber a Sagrada Comunhão de nas mãos de Constantino.
A Terceira Sessão (14 de abril) girou em torno da revisão das regras pelas quais as eleições papais foram realizadas. Depois de uma revisão e discussão sobre os cânones da Igreja, bem como as recentes eleições, o Concílio decretou que nenhum leigo poderia ser nomeado Papa, e que apenas cardeais diáconos ou padres, que haviam sido consagrados e passaram pelo menor ordens, poderia ser eleito papa. O Concílio determinou então que, a partir da data do Concílio, os leigos não poderiam participar da eleição de um papa. Proibições foram colocadas sobre a presença de homens armados, ou de soldados da Toscana e da Campânia, durante a eleição papal. Uma vez, no entanto, a eleição foi realizada pelo clero e um papa foi escolhido, o exército romano e o povo deveriam cumprimentar e reconhecer o papa eleito antes que ele fosse escoltado ao Palácio de Latrão.
A terceira sessão do mesmo dia viu a emissão de decretos sobre as ordenações realizadas pelo antipapa Constantino. O sínodo decidiu que os bispos, padres e diáconos ordenados por Constantino deveriam mais uma vez retornar à sua posição anterior que ocupavam antes da nomeação de Constantino. No entanto, o sínodo também afirmou que se aqueles que foram consagrados bispos por Constantino fossem reeleitos por meio de um método canônico, eles poderiam ser reconciliados e restaurados ao episcopado pelo Papa. O Papa também poderia restabelecer padres e diáconos; no entanto, qualquer leigo que tenha sido ordenado sacerdote ou diácono por Constantino foi destinado a passar o resto de sua vida em um mosteiro, e ninguém jamais poderia ser promovido a um cargo religioso superior.
A sessão final do Conselho, realizada em 15 de abril, foi dedicada a fornecer uma decisão sobre a controvérsia iconoclasta em andamento. Revendo os escritos dos Padres da Igreja, o Concílio decretou que era permitido e desejável que os cristãos venerassem ícones. Ele confirmou as decisões do Concílio de Roma em 731 sobre o uso válido de imagens. O sínodo então condenou o Concílio de Hieria e anatematizou suas decisões iconoclastas. Finalmente, coletou textos adicionais em apoio à veneração de ícones, incluindo trechos de uma carta dos três patriarcas orientais ao Papa Paulo I.
Concluídas as reuniões, uma procissão de clérigos e fiéis caminhou descalço até a Basílica de São Pedro. Lá, os decretos do Concílio foram anunciados, anátemas foram invocados, condenando qualquer um que violasse os decretos, e ambos foram escritos para exposição ao povo.

## Resultado imediato e efeitos a longo prazo
Os bispos que foram consagrados por Constantino parecem ter sido em geral reconciliados pelo Papa. O Papa Estêvão III, no entanto, nunca retornou padres ou diáconos ao nível ao qual o antipapa Constantino os havia elevado. Em geral, os sacramentos administrados por Constantino, além do Batismo e da Confirmação, foram repetidos sob Estêvão. A parte iconoclasta do Concílio pretendia alinhar claramente Roma com a Frância e sinalizar aos francos que os bizantinos eram hereges. Significativamente, a datação romana do Concílio não era mais dos anos dos imperadores bizantinos, e assim aparentemente indicando que o Concílio não estava reconhecendo a soberania imperial enquanto a Igreja estava em cisma.
As decisões deste Concílio sobre a eleição dos papas foram gradualmente corroídas ao longo das décadas e séculos. Já em 827, a eleição do Papa Valentino viu a eleição de um papa onde a nobreza e o povo participaram ativamente da eleição. Esse desenvolvimento contínuo e o desrespeito às decisões do Concílio levaram o papado a atingir seu ponto mais baixo durante o século X, quando o papado se tornou o joguete da aristocracia romana.